# Румер, Осип Борисович
О́сип Бори́сович (Бо́рухович) Ру́мер (29 марта 1883, Москва — 11 марта 1954, там же) — русский и советский поэт-переводчик, филолог.

## Биография
Родился в семье купца первой гильдии Боруха Хаимовича (Бориса Ефимовича) Румера (1858—1929) и Анны Юрьевны Сегаловой (1868—?). Отец был членом правления и директором-распорядителем Московского товарищества резиновой мануфактуры, преобразованной в 1910 году в Акционерное общество «Богатырь», а с 1920 года служил заведующим отделом снабжения в Высшей коллегии по постройке топливных ветвей, Главном управлении топлива и в Центральном торговом отделе Центроснаба ВСНХ.
Знал двадцать шесть языков и не переводил по подстрочнику. Литераторами и критиками отмечена точность смысловой и эмоциональной подачи перевода, отсутствие личного пристрастия. Переводил стихи многих поэтов Армении, как средневековых — Фрик, Ованес Ерзинкаци, так и современных — Аветик Исаакян, Ованес Туманян и др.; поэтов Востока — Навои, Низами, Омар Хайям, поэтов Индии.
Из европейцев переводил Петефи и Адама Мицкевича, средневековых и ренессансных поэтов Франции и Англии — Чосер, Эдмунд Спенсер, Филип Сидни и других авторов.
Перевел девять сонетов Шекспира: восемь сонетов о Смуглой леди, а также сонет 66. Комментируя для собрания сочинений Шекспира «Гамлета» А. Аникст процитировал сонет 66 не в известных переводах Маршака и Пастернака, а в переводе Румера. Румером также был сделан перевод трагедии «Антоний и Клеопатра».
Похоронен на Донском кладбище (уч. 3, семейное захоронение).

## Семья
- Младшие братья — Юрий Борисович Румер, физик-теоретик; Исидор Борисович Румер (1884—1938), филолог. Сестра — Елизавета (1891—1986),  музыкальный педагог и библиограф, преподаватель Московской консерватории.
- Двоюродный брат (по материнской линии) — филолог Осип Максимович Брик[5].
- Жена — Мария Александровна Румер (урождённая Мария Абрамовна Гуревич, 1888—1981), советский педагог-методист в области музыкального образования, заведующая отделом музыкального искусства НИИ художественного воспитания АПН СССР, кандидат искусствоведения, двоюродная сестра писателя Ильи Эренбурга[6].